# Oilton (Texas)
Oilton è una città degli Stati Uniti d'America, situata nello Stato del Texas, nella Contea di Webb.

## Storia
Oilton si trova a 32 miglia a est di Laredo. In origine si chiamava Torrecillas Towers, per via di due formazioni calcaree nelle vicinanze. Nel 1922, assunse il nome attuale in seguito alla scoperta del petrolio nei pressi della città, che fu fondamentale per lo sviluppo di essa.